# Phongsali
Phongsali (französisch: Phongsaly, laotisch: ຜົ້ງສາລີ, [pʰòŋ sǎː líː]) ist die Hauptstadt der Provinz Phongsali im Norden von Laos.

## Geografie und Klima

Phongsali – grüne Berge über den Wolken

Die Stadt Phongsali ist mit etwa 6.000 Einwohnern Provinzhauptstadt. Sie liegt auf etwa 1430 Meter am Hang des Bergs Phu Fa (1625 Meter). Phongsali gilt als Sommerfrische mit angenehmen Temperaturen um 25–30 °C, allerdings fällt häufig Regen. Im Winter zwischen November und März ist es jedoch mit Tagestemperaturen um 10–18 °C recht kühl, dafür meist sonnig.

## Sehenswürdigkeiten und Aktivitäten
- Ortskern von Phongsali Stadt – Die Wohnhäuser der Hor, im yunnanesischen Stil mit verzierten Holzfronten gebaut, prägen den Ortskern. Diese in Yunnan selbst weitgehend zerstörte historische Architektur ist in Phongsali bewahrt. Auch wurde die Stadt nicht wie alle anderen Städte in Nordlaos außer Luang Prabang im Vietnamkrieg durch Bomben zerstört.
- 400-Jahre-alte-Teeplantage in Ban Komaen – Im Dorf Ban Komaen, 18 Kilometer Piste von Phongsali Stadt entfernt werden bis zu sechs Meter hohe und nach lokalen Angaben bis zu 400 Jahre alte Teebäume beerntet, Tee-Experten zufolge die ältesten Teebäume der Welt. Als Pu-Erh-Tee zählt er zu den Tees der Spitzenqualität. Das große Wurzelsystem der alten Bäume reicht tief in den mineralreichen Boden. Dies verleiht dem ‚Phongsali Tee‘ seinen besonderen Duft und Geschmack.
- Eco-Trekking – Eine Vielzahl an erprobten Trekkingtouren führt durch Dschungel und entlegene Bergdörfer auf oft schmalen Pfaden. Übernachtet wird in den Dörfern im Haus einer Familie, das mit Matratzen und Decken ausgestattet ist. Die Familien bereiten auch das Essen für ihre Gäste.